# Lauratal
Lauratal (früher: Laurathal) wird das Tal der Scherzach zwischen Schlier und Weingarten genannt.

## Namensherkunft

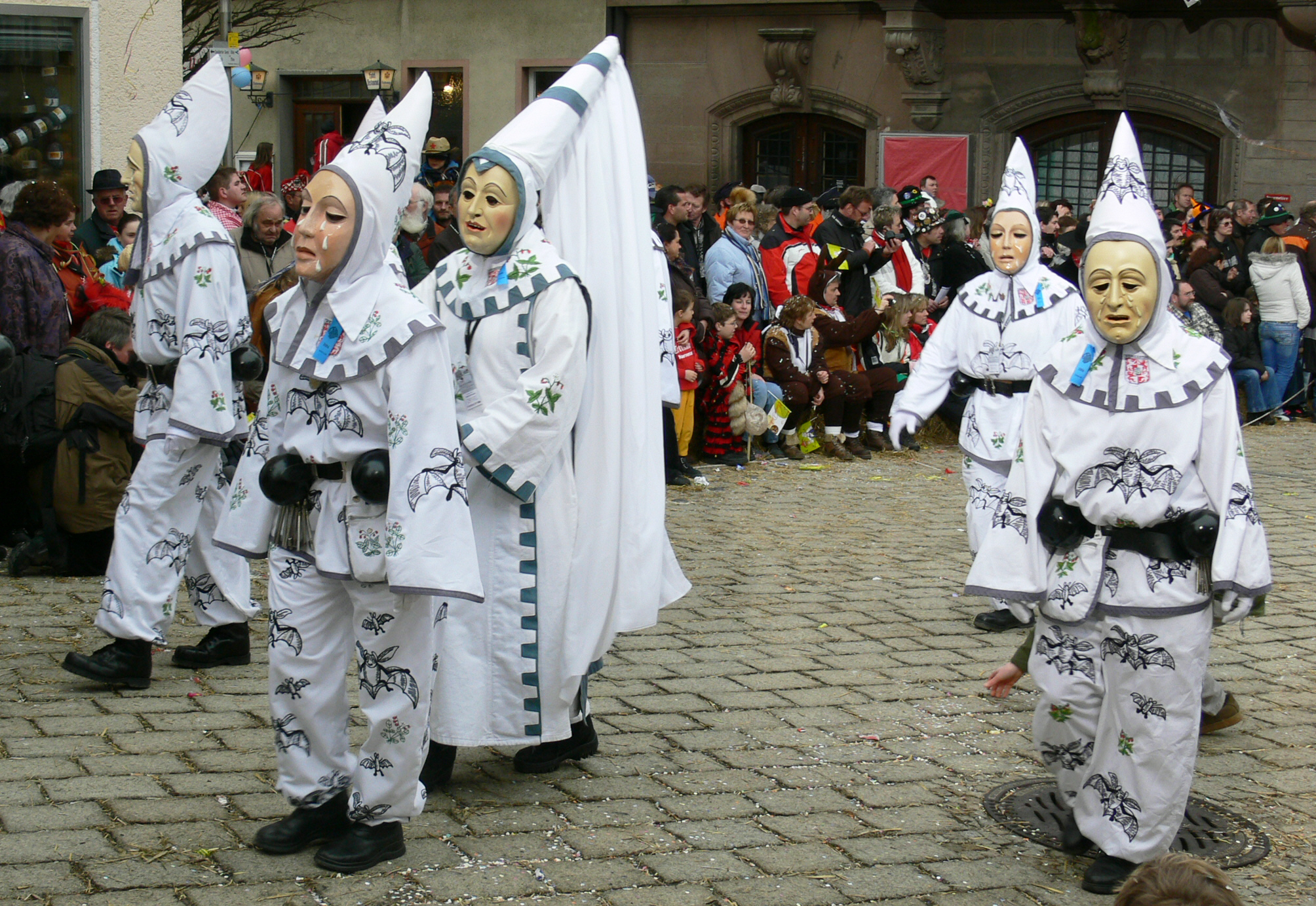
Lauratalgeister der Plätzlerzunft

Die Herkunft des Namens Lauratal ist nicht eindeutig geklärt. Er könnte sich von Luren oder Lauren (Waldgeistern) ableiten oder aber von lure (Betrüger) oder lur (Lauer, Hinterhalt). Letztere These wird von der Annahme gestützt, dass auf Burg Wildeneck gegen Ende der Ritterzeit Raubritter hausten, die gelegentlich Kaufleute überfielen, die durchs Lauratal zogen.
Von den Einheimischen wird der Name mit der Sagengestalt eines Ritterfräuleins Laura in Verbindung gebracht. Im Kern geht es darum, dass bei einem Unwetter Laura ihren Vater vor der brennenden Burg in Sicherheit bringen muss und sich mit ihm auf dem Weg zu ihrem Verlobten macht, während gleichzeitig ihr Verlobter auf seiner Burg die brennende Burg sieht und zu Hilfe eilen will. Auf dem Weg dorthin wird er auf einer Brücke vom überschwemmten Fluss fortgerissen. Seine Verlobte Laura sieht dies, und im Angesicht des Verlustes ihres Vaters und ihres zukünftigen Ehemanns stürzt sie sich ebenfalls in die nassen Fluten, um darin zu sterben. Seit dieser Zeit soll der Geist der Laura immer wieder Menschen begegnet sein.
Die bei der schwäbisch-alemannischen Fasnet aktive Gruppe der „Lauratalgeister“ der Weingartener Plätzlerzunft geht auf die Sage zurück. Die Laurasage wurde beim Welfentheater am Weingartener Welfenfest 2014 auch als Theaterstück aufgeführt.

## Burgen
Zu beiden Seiten des Lauratals standen in früheren Zeiten Burgen: auf der Ostseite, unterhalb von Zundelbach, die Burg Wildeneck und auf der Westseite, nicht weit von ersterer entfernt, die Haslachburg. Von Wildeneck sind noch vereinzelte Mauerreste zu sehen, von der Haslachburg kann man lediglich noch einen Wall erahnen. An ihrem ehemaligen Standort steht heute der Barbarossastein als Erinnerung an den möglichen Geburtsort von Kaiser Friedrich Barbarossa. Für Schülerinnen und Schüler der Weingartener Grundschulen ist dieser Rastplatz Zielpunkt vieler Klassenwanderungen.

## Autofreies Lauratal
Seit 2021 organisiert ein Aktionsbündnis aus Bürgerinnen und Bürgern von Weingarten und Umgebung eine Sperrung der Straße im Lauratal, um ungestörtes Fahrradfahren zu ermöglichen. Im Juli 2022 war das Laurtal Ziel einer entsprechenden Kunstinstallation.

## Bedeutung für die regionale Infrastruktur
Besondere Bedeutung besitzt das Lauratal als Naherholungsgebiet aufgrund vielfältiger Wanderwege durch ein dichtes Waldgebiet.
Das Laurtal wird durch die Verbindungsstraße L 317 zwischen Schlier und Weingarten erschlossen.
Daneben ist das Lauratal insbesondere als Standort einer Kläranlage für den Abwasser- und Klärverbund Schlier-Unterankenreute von Bedeutung. Des Weiteren haben verschiedene Gewerbebetriebe ihren Sitz im Lauratal, u. a. ein Geflügelhof und ein Lackierbetrieb.

## Trivia
Aufgrund der Streckenführung und der Umgebungsbedingungen (Wald mit tw. dunklen Streckenteilen) gilt die Lauratalstraße als Unfallschwerpunkt.

## Weiterführende Literatur
- Sigrid Früh: Verzaubertes Oberschwaben, Silberburg-Verlag Stuttgart, ISBN 978-3-87407-536-7.
- Gundula Hubrich-Messow: Sagen und Märchen vom Bodensee, Husum-Verlag Husum 2010, ISBN 978-3-89876-506-0.
- Bernhard Möcking; Karlheinz Schaaf: Die schönsten Sagen vom Bodensee und aus Oberschwaben Südverlag Konstanz 2018, ISBN 978-3-87800-115-7.
- Karlheinz Schaaf: Sagen und Schwänke aus Oberschwaben, Südverlag Konstanz 2001, ISBN 978-3-87800-018-1.